# Tri-City (Oregón)
Tri-City es un lugar designado por el censo ubicado en el condado de Douglas en el estado estadounidense de Oregón. En el año 2000 tenía una población de 3.519 habitantes y una densidad poblacional de 179.6 personas por km².

## Geografía
Tri-City se encuentra ubicada en las coordenadas 42°59′29″N 123°18′44″O / 42.99139, -123.31222.

## Demografía
Según la Oficina del Censo en 2000 los ingresos medios por hogar en la localidad eran de $33,306, y los ingresos medios por familia eran $37,301. Los hombres tenían unos ingresos medios de $31,192 frente a los $20,719 para las mujeres. La renta per cápita para la localidad era de $15,017. Alrededor del 13.9% de la población estaban por debajo del umbral de pobreza.